# Serena DeBeer
Serena DeBeer (geboren 1973) ist eine US-amerikanische Chemikerin. Sie ist derzeit eine W3-Professorin und Direktorin am Max-Planck-Institut für Chemische Energiekonversion in Mülheim an der Ruhr, Deutschland, wo sie die Abteilung für anorganische Spektroskopie leitet. Ihre Expertise liegt in der Entwicklung und Anwendung röntgenspektroskopischer Methoden zur Aufklärung der elektronischen Struktur von biologischen und chemischen Katalysatoren.

## Ausbildung und Karriere
Serena DeBeer studierte an der Southwestern University in Georgetown, Texas, USA, wo sie 1995 ihren Bachelor in Chemie mit Mathematik als Nebenfach mit Auszeichnung abschloss. 2002 promovierte sie an der Stanford University unter der Betreuung von Edward I. Solomon und Keith O. Hodgson. Von 2001 bis 2003 arbeitete sie als Beamline Scientist am Stanford Synchrotron Radiation Laboratory und später, bis 2009, als wissenschaftliche Mitarbeiterin am SLAC National Accelerator Laboratory. Im Herbst 2009 zog sie nach Ithaca, New York, USA, um an der Cornell University als Assistenzprofessorin in der Abteilung für Chemie und chemische Biologie zu arbeiten. Im Sommer 2011 begann sie ihre Arbeit als W2-Professorin und Forschungsgruppenleiterin am Max-Planck-Institut für Bioanorganische Chemie (Umbenennung 2012 in Max-Planck-Institut für Chemische Energiekonversion, MPI CEC) in Mülheim an der Ruhr. Seit 2012 ist sie außerordentliche Professorin an der Cornell University und seit 2014 ehrenamtliches Fakultätsmitglied an der Ruhr-Universität Bochum. Nachdem DeBeer bis 2017 die Forschungsgruppe „Röntgenspektroskopie“ am MPI CEC leitete, wurde sie zur Direktorin am selben Institut berufen und auf eine W3-Professur befördert. Aktuell leitet sie die Abteilung „Anorganische Spektroskopie“ am MPI CEC. Darüber hinaus ist sie Gruppenleiterin des PINK Strahllinien-Projekts am Energy Materials In-Situ Laboratory des Helmholtz-Zentrums Berlin für Materialien und Energie.

## Forschung
Die DeBeer-Gruppe befasst sich mit grundlegenden Fragen der Energieforschung, nämlich, wie genau Energie in Form chemischer Bindungen mithilfe von auf der Erde in großen Mengen vorhandenen Übergangsmetallen auf reversible Weise gespeichert und freigesetzt werden kann; und weiters, wie dies möglichst effizient abläuft. Ihre Forschungsgruppe untersucht homogene, heterogene als auch biologische Katalysatoren um Antworten auf diese Fragen zu finden, wobei der Fokus in erster Linie der enzymatischen Katalyse gilt. Serena DeBeer ist eine Expertin in der Anwendung fortschrittlicher Röntgenspektroskopie, um katalytische Transformationen zu verstehen.

### Nitrogenase
Das Hauptaugenmerk ihrer Forschung liegt in der Untersuchung jenes Enzyms, welches für die Umwandlung von Stickstoff (N2) in Ammoniak (NH3) verantwortlich ist – Nitrogenase. Serena DeBeer und ihre Gruppe untersuchen dieses außergewöhnliche System, welches einen FeMo Cofaktor (FeMoco) in seinem aktiven Zentrum beherbergt, sowie einfachere Modellkomplexe mit hochauflösender Röntgenabsorptions- (XAS) und emissionsspektroskopie (XES). Diese Arbeiten trugen maßgeblich zum Verständnis dieses aktiven Zentrums bei. Ein essentieller Beitrag hierfür war die Identifizierung des Zentralatoms im aktiven Zentrum, bei welchem es sich um ein Carbid handelt. Darüber hinaus ermöglichte ihr die Anwendung hochauflösender XAS, unterstützt durch theoretische Berechnungen, die Bestimmung des Oxidationszustands des Mo-Atoms im FeMoco als Mo(III). Diese Studie wurde durch spätere Untersuchungen mittels Röntgendichroismusspektroskopie (X-ray Magnetic Circular Dichroism, „XMCD“) ergänzt, bei welchen experimentelle Beweise für eine non-Hund Spinkonfiguration festgestellt wurde. Einen anderen Zugang zu diesem Forschungsfeld liefern Vergleichsstudien unterschiedlicher Nitrogenase-Enzyme mit FeMoco und FeVco in den aktiven Zentren, als auch Se-dotiertes FeMoco und die spektroskopische Charakterisierung des ersten intermediären Zustands im Katalysezyklus der Nitrogenase (E1).

### Methan-Monooxygenase
Eine weitere, wichtige chemische Umwandlung die in der DeBeer-Gruppe untersucht wird, ist die katalytische Oxidation von Methan zu Methanol. In der Natur läuft dieser Prozess mithilfe der Enzymklasse der Methan-Monooxygenasen (MMOs) ab. Das aktive Zentrum dieser Enzyme, welches die Spaltung einer C-H-Bindung in Methan ermöglicht, ist das dinukleare Fe(IV)-Intermediat Q und kommt in der Hydroxylase-Untereinheit (MMOH) in MMO vor. Spektroskopische Studien der DeBeer-Gruppe haben neue Einsichten in die Struktur dieses dinuklearen Fe-Komplexes gewährt. Durch Anwendung fortschrittlicher röntgenspektroskopischer Untersuchungen, wie beispielsweise hochaufgelöstes XAS, gelang die Charakterisierung des Haupt-Intermediats in der biologischen Methanoxidation, welches sich als azyklische dinukleare Fe-Struktur (mit einer Fe(IV)=O Einheit) herausstellte. EXAFS-Studien unterstützten diese Erkenntnis zusätzlich, indem gezeigt wurde, dass es keine Hinweise auf eine kurze Fe-Fe-Bindung, sondern einen vergleichsweise großen Abstand beider Atome zueinander gibt, was mit einer azyklischen Struktur konsistent ist.

### Spektroskopische Methodenentwicklung
Aktuelle Tätigkeiten der DeBeer-Gruppe umfassen die Steigerung des Informationsgewinns aus den verschiedenen jeweiligen röntgenspektroskopischen Methoden, die auch zur Erforschung biologischer Katalysatoren eingesetzt werden.
Zu diesen Methoden zählen:

#### Valenzelektronen-Röntgenemissionsspektroskopie
Bei dieser Methode, welche auch VtC XES (valence-to-core X-ray emission spectroscopy) genannt wird, wird die Röntgenfluoreszenz gemessen, die entsteht, wenn ein Valenzelektron die durch Ionisierung verursachte Lücke im 1s Orbital ausfüllt. Damit ermöglicht VtC XES Ionisierungsenergien von Ligangen zu bestimmen und gibt außerdem Auskunft über die Beschaffenheit und den Protonierungsgrad des Liganden. Ein prominentes Beispiel für die Anwendung dieser Methode stellt die Identifizierung eines zentralen C-Atoms im FeMo-Cofaktor der Nitrogenase dar (siehe Abschnitt: Nitrogenase).

#### Resonante Valenzelektronen-Röntgenemissionsspektroskopie („RXES“, auch „Resonante Inelastische Röntgenstreuung“, „RIXS“)
Die DeBeer-Gruppe ist aktiv an der Entwicklung und Anwendung von RXES/RIXS-basierten Methoden im Bereich harter und weicher Röntgenstrahlung beteiligt. Dazu zählen die 1s-Valenz-RIXS, um ligandenselektive XAS, und die 2p3d-RIXS, um d-d-Übergänge zu bestimmen.

#### Zirkularer magnetischer Röntgendichroismusspektroskopie (X-ray Magnetic Circular Dichroism, „XMCD“)
Diese Methode findet seit längerem breite Anwendung zur Bestimmung der magnetischen Eigenschaften von Festkörpern. Im Gegensatz dazu waren bisherige Anwendungen auf (bio-)anorganische Systeme oder Proteine qualitativ und quantitativ nur unzureichend interpretiert. Der DeBeer-Gruppe gelang es hingegen, mittels XMCD wesentliche Informationen über kovalente Systeme zu gewinnen. Bis heute bleibt sie die einzige Methode, mithilfe derer ein Beweis für die postulierte non-Hund-Konfiguration des zentralen Mo-Atoms der Nitrogenase erbracht werden konnte (siehe Abschnitt: Nitrogenase).

### Instrumentelle Ausstattung

#### Dispersives Röntgenemissionsspektrometer für das Labor
Die Gruppe von Serena DeBeer hat in Kollaboration mit  der Gruppe von Prof. Birgit Kanngießer (TU Berlin) ein betriebsinternes dispersives Röntgenemissionsspektrometer entwickelt. Es basiert auf einer Labor-Röntgenquelle (Metal Jet), kombiniert mit HAPG-Kristallen (highly annealed pyrolytic graphite) und einem CCD-Detektor in einer von Hamos Anordnung. Spektren können damit in einem Bereich von 2.4-9.0 keV aufgenommen werden. Für höher konzentrierte Proben stellt dieses Spektrometer eine Alternative zu Synchrotron-basierten Strahllinie dar.

#### PINK Strahllinie
Die DeBeer-Gruppe leitet die Entwicklung der PINK Strahllinie am Energy Materials In-situ Laboratory des Helmholtz-Zentrums Berlin für Materialien und Energie. Dr. Sergey Peredkov ist hierbei für Planung und Instrumentierung hauptverantwortlich. Diese Strahllinie kann bei Energien von 2-10 keV betrieben werden, entweder in „pinkem“ Strahlmodus mit einem mehrschichtigen Spiegel, oder als monochromatischer Strahl (durch Zusatz eines double crystal Monochromators). Zurzeit findet die Inbetriebnahme der Strahllinie statt.

## Auszeichnungen und Anerkennungen
- Europäischer Forschungsrat (englisch European Research Council, ERC) Synergy Grant für das Projekt: Unravelling the secrets of Cu-based catalysts for C-H activation (CUBE). In Kollaboration mit Wissenschaftern der Universität Oslo (Norwegen), Universität für Umwelt- und Biowissenschaften (Norwegen) und der Universität Turin (Italien) (2019)[24][25]
- Mitherausgeberin (Associate Editor) für Chemical Science (seit 2018)[26]
- Inorganic Chemistry Lectureship Award (2016)[27]
- Society of Biological Inorganic Chemistry (SBIC), Early Career Award (2015)[28]
- European Research Council (ERC) Consolidator Grant für das Projekt: Spectroscopic Studies of N2 Reduction: From Biological to Heterogeneous Catalysis (N2ase) (2013)[29]
- Kavli Fellow, U.S. National Academy of Sciences (2012)[30]
- Alfred P. Sloan Research Fellow (2011–2013)[31]